# Fair of Noise
Fair of Noise - album studyjny polskiego basisty Wojciecha Pilichowskiego. Wydawnictwo ukazało się 5 marca 2010 roku nakładem wytwórni muzycznej Universal Music Polska.
Na albumie wystąpili perkusiści Radosław Owczarz i Joel Rosenblatt, gitarzyści Michał Grymuza, Artur Boo-Boo Twarowski i Wiktor Tatarek. Na instrumentach klawiszowych zagrali Wojciech Olszak i Tomasz Świerk. Ponadto na płycie wystąpili m.in. Zbigniew Hołdys i Stanisław Grzesiuk, którzy zaśpiewali w utworach, odpowiednio "Ludzie" i "Szemrany Kawałek".
Nagrania dotarły do 44. miejsca zestawienia OLiS.

## Lista utworów
Opracowano na podstawie materiału źródłowego.
| Nr  | Tytuł utworu                 | Słowa                                    | Muzyka                                   | Długość |
| --- | ---------------------------- | ---------------------------------------- | ---------------------------------------- | ------- |
| 1.  | „Intro”                      | utwór instrumentalny                     | Robert Dudzic                            | 1:05    |
| 2.  | „Pan Balwan”                 | Wojciech Pilichowski                     | Wojciech Pilichowski                     | 3:56    |
| 3.  | „Awariat”                    | utwór instrumentalny                     | Wojciech Pilichowski                     | 5:36    |
| 4.  | „Meat Ball”                  | utwór instrumentalny                     | Wojciech Pilichowski                     | 5:16    |
| 5.  | „Skradaj”                    | Ela Stasiuk                              | Wojciech Pilichowski                     | 4:29    |
| 6.  | „Fair of Noise”              | utwór instrumentalny                     | Wojciech Pilichowski                     | 5:48    |
| 7.  | „Szemrany Kawałek”           | Stanisław Grzesiuk, Wojciech Pilichowski | Stanisław Grzesiuk, Wojciech Pilichowski | 3:43    |
| 8.  | „Posto (Duet Na Wschodniej)” | utwór instrumentalny                     | Wojciech Pilichowski                     | 1:42    |
| 9.  | „Ludzie”                     | Zbigniew Hołdys                          | Zbigniew Hołdys                          | 5:09    |
| 10. | „Kac Vegas”                  | utwór instrumentalny                     | Wojtek Pilichowski                       | 4:42    |
| 11. | „Niemilknacy Szept”          | Ela Stasiuk                              | Wojciech Pilichowski                     | 4:15    |
| 12. | „Superstition”               | Stevie Wonder                            | Stevie Wonder                            | 4:16    |
|     |                              |                                          |                                          | 49:57   |